# Konklave April 1555

Wappen des Kardinalkämmerers während der Sedisvakanz

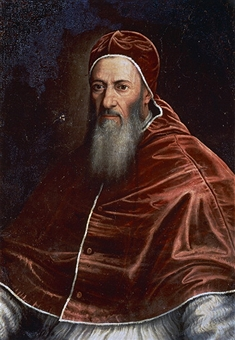
Julius III.

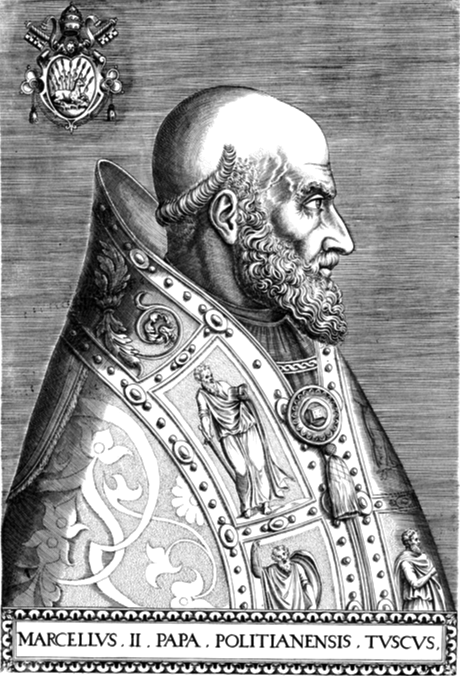
Marcellus II.

Das Konklave vom April 1555 war die Wahlversammlung der Kardinäle nach dem Tod von Papst Julius III. und dauerte vom 5. April 1555 bis zum 9. April 1555, also nur fünf Tage. Seine Wahl fiel auf Marcello Cervini degli Spannocchi, der sich Papst Marcellus II. nannte.

## Kardinalskollegium
Zum Zeitpunkt des Wahlkonklaves gehörten dem Kardinalskollegium 57 Kardinäle an, von denen 37 an der Eröffnung des Konklaves teilnahmen. Weitere 16 Kardinäle kamen mit Verspätung hinzu und 4 blieben ihm fern.
- Italien: 38
- Frankreich: 12
- Spanien: 3
- Deutschland: 2
- England: 1
- Portugal: 1

## Teilnehmende Kardinäle
- Kardinaldekan: Gian Pietro Carafa
- Jean du Bellay
- Louis de Bourbon-Vendôme
- François de Tournon Reg.Can
- Juan Álvarez de Toledo OP
- Rodolfo Pio
- Francesco Pisani
- Ercole Gonzaga
- Girolamo Doria
- Claude de Longwy de Givry
- Odet de Coligny de Châtillon
- Alessandro Farnese jun.
- Guido Ascanio Sforza di Santa Fiora
- Reginald Pole
- Niccolò Caetani di Sermoneta
- Robert de Lénoncourt
- Ippolito d’Este
- Antoine Sanguin de Meudon
- Marcello Cervini degli Spannocchi
- Giacomo Savelli
- Miguel da Silva
- Giovanni Girolamo Morone
- Cristoforo Madruzzo
- Francisco Mendoza de Bobadilla
- Bartolomé de la Cueva y Toledo
- Georges d’Armagnac
- Jacques d’Annebaut
- Federico Cesi
- Durante Duranti
- Girolamo Recanati Capodiferro
- Tiberio Crispo
- Henrique de Portugal
- Ranuccio Farnese
- Charles de Guise de Lorraine
- Giulio della Rovere
- Charles II. de Bourbon-Vendôme
- Girolamo Verallo
- Giovanni Angelo Medici
- Innocenzo Ciocchi del Monte
- Cristoforo Guidalotti Ciocchi del Monte
- Fulvio Giulio della Corgna O.S.Hier.
- Giovanni Michele Saraceni
- Giovanni Ricci
- Giovanni Andrea Mercurio
- Giacomo Puteo
- Pietro Bertani OP
- Fabio Mignanelli
- Giovanni Poggio
- Giovanni Battista Cicala
- Girolamo Dandini
- Luigi Cornaro
- Roberto de’ Nobili
- Girolamo Simoncelli

## Abwesende Kardinäle
- Otto Truchseß von Waldburg
- Pedro Pacheco de Villena
- Pietro Tagliavia de Aragonia
- Louis de Guise de Lorraine